# Петешть
Петешть, Петешті (рум. Pătești) — село у повіті Вилча в Румунії. Входить до складу комуни Селетручел.
Село розташоване на відстані 163 км на північний захід від Бухареста, 19 км на північ від Римніку-Вилчі, 115 км на північний схід від Крайови, 103 км на південний захід від Брашова.

## Населення
За даними перепису населення 2002 року у селі проживали 147 осіб, усі — румуни. Усі жителі села рідною мовою назвали румунську.